# Вільгельм Клітон

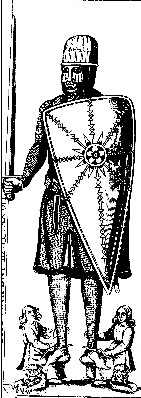
Вільгельм Клітон

Вільгельм Клітон (фр. Guillaume Cliton; 25 жовтня 1102, Руан — 28 липня 1128, Алст) — син Роберта ІІ Куртгеза, герцога Нормандського, і претендент на престол Англії і Нормандії, в кінці життя, з 1127 року — граф Фландрський. Його прізвисько походило від лат. Clito, що означає людина королівської крові, принц.

## Юнацтво
Вільгельм був єдиним сином нормандського герцога Роберта Куртгьоза, старшого сина Вільгельма Завойовника, він неодноразово і безуспішно намагався заволодіти англійським престолом, і Сибілли де Конверсано, нормандської аристократки з Південної Італії.
Після поразки і полону Роберта Куртгьоза в битві при Таншбре, чотирирічний Вільгельм потрапив в руки короля Англії Генріха I, який передав його під опіку Елії де Сен-Санса, графа Арка, одруженого з побічною дочкою Роберта Куртгьоза. Рішення Генріха I не встановлювати жорсткий контроль над Вільгельмом виявилося кілька самовпевненим: вже в 1110 році, коли Генріх зажадав повернути йому юного принца, наближені опікуна Вільгельма сховали хлопчика і вивезли його з Нормандії. Елія де Сен-Санс в результаті був звинувачений у зраді і втратив свої нормандські володіння, однак противники Генріха I в самому герцогстві і суміжних державах придбали в особі Клітона лідера, що був законним спадкоємцем Нормандії, яка була завойована англійським королем, і потенційним спадкоємцем прав на престол Англії.

## Повстання в Нормандії 1118—1119 років
Перший час після втечі з Нормандії Вільгельм Клітон і його опікун знайшли собі притулок у володіннях Роберта Беллемського в Перші, однак після його полону в 1112 році вони були змушені перебратися у Фландрію, до двору графа Балдуїна VII, що доводився Вільгельму троюрідним братом.
До середини 1110-х років склалася широка коаліція, яка виступала проти відновлення англійської влади в Нормандії і зміцнення позицій Генріха I на континенті, в яку входили король Франції, граф Фландрії, граф Анжуйський і частина нормандських баронів, на чолі з Аморі де Монфором, незадоволених жорсткою централізаторською політикою Генріха в герцогстві. Вони виступали на підтримку прав Вільгельма Клітона на нормандський престол. Збройне повстання проти англійського короля спалахнуло в 1118 році. Бунтівні барони прикордонних нормандських графств, до них приєдналися також загони графа Фландрії, незабаром захопили практично всю східну частину Нормандії, проте при облозі Арка Балдуїн VII був важко поранений і наступного року помер, а рух баронів був придушений. В 1119 році на територію Нормандії вторглися війська Людовика VI, короля Франції, але зазнали поразки в Битві при Бремюле. Разом з Людовиком VI в цій битві брав участь і молодий Вільгельм Клітон, недавно присвячений в лицарі, якому вдалося втекти з поля бою після поразки французів. Втраченого під час битви коня Клітона на наступний день повернув як знак великодушності син Генріха I Вільгельм Аделін. Крах французької інтервенції дозволив англійському королю остаточно розгромити бунтівних баронів Нормандії і відновити свій контроль над герцогством.
Вільгельм Клітон тим часом був прийнятий при дворі Людовика VI, який спробував в 1119 році в Реймсі домогтися визнання Папою Римським законності прав Клітона на Нормандію. Однак англійська дипломатія переграла французьку: папа Калікст II, троюрідний брат Генріха I, визнав законність англійського завоювання Нормандії і домігся від Людовика VI відмови від підтримки Вільгельма Клітона.

## Повстання в Нормандії 1123—1124 років
Після укладення в 1119 року миру між Генріхом I і Людовиком VI Клітон знову опинився в положенні безземельного вигнанця. Однак 25 листопада 1120 року становище радикально змінилося: в корабельній аварії біля берегів Нормандії загинув єдиний законний син англійського короля Вільгельм Аделін. В результаті Клітон як останній нащадок Вільгельма Завойовника по прямій чоловічій лінії виявився потенційним спадкоємцем не тільки Нормандії, а й Англії. Генріх I, не бажаючи, щоб на престол англо-нормандської монархії зійшов Клітон, спробував проголосити своїм спадкоємцем Стефана Блуаського, сина своєї сестри. Однак багаті нормандські барони вирішили скористатися невирішеністю долі англійської корони і знову виступили на підтримку прав Вільгельма Клітона.
На чолі руху стояли Аморі де Монфор, граф д'Евре, і Галеран IV де Бомон, граф де Мелан. На їх сторону в 1122 році перейшов Фульк V Анжуйський. Він видав за Вільгельма Клітона свою дочку Сибіллу і передав йому Менське графство. Однак Генріху I вдалося переконати папу римського анулювати цей шлюб, посилаючись на заборонену ступінь споріднення між нареченими.
Тим часом в Нормандії в 1123 році спалахнуло повстання баронів на підтримку Вільгельма Клітона. Але заколотники були роз'єднані і не мали міцної опори в герцогстві. У березні 1124 року королівські війська здобули перемогу над повсталими в сутичці у Бургтерульда на південний схід від Руана і взяли в полон їх лідерів. Заколот швидко зійшов нанівець. Спроба втручання французького короля Людовика VI на стороні Вільгельма Клітона була нейтралізована: влітку 1124 Францію атакував імператор Священної Римської імперії Генріх V, одружений з дочкою англійського короля. Хоча німецькі війська були відбиті, Людовик VI був змушений відмовитися від активних дій на підтримку Клітона.

## Граф Фландрії
Незважаючи на те, що чергова спроба відвоювати Нормандію для Вільгельма провалилася, він залишався в центрі англо-французького протистояння. В 1127 році Клітон одружився з Жанною Монферратською, рідною сестрою дружини короля Людовика VI. Як придане король Франції передав Вільгельму Вексен, включаючи три важливі фортеці на нормандському кордоні — Понтуаз, Шомон і Мант. Вексен таким чином ставав плацдармом для атаки Вільгельма на Нормандію. Більш того, 2 березня 1127 року був убитий Карл Добрий, граф Фландрський, котрий не залишив після себе спадкоємців. Скориставшись правами сюзерена на виморочний лен, Людовик VI передав Фландрію Вільгельму Клітону, яка за своєю бабусею походила з фламандського графського роду. Інвеститура Клітона титулом графа Фландрії відбулася 23 березня 1127 року в Аррасі, в обхід прав ряду більш близьких родичів Карла Доброго.
Деяка частина баронів Фландрії підтримала кандидатуру Вільгельма, і за допомогою французьких військ до кінця травня 1127 Клітону вдалося утвердитися в графстві. Він пообіцяв скасувати внутрішні торговельні та імпортні мита і зобов'язався поважати закони країни і привілеї міст. Він також надав комунальну хартію Сент-Омеру. Однак права на фландрський престол пред'явили ще цілий ряд претендентів., які відкрили військові дії проти Вільгельма.
Спочатку останньому супроводжував успіх: він вибив з Сент-Омера загони Арнульфа Данського і за допомогою Людовика VI вигнав з країни війська Балдуїна IV, графа Ено, і Вільгельма Іпрського. Але внутрішня політика Вільгельма Клітона у Фландрії незабаром різко зменшила значення його військових перемог: маючи своєю головною метою відвоювання Нормандії, Клітон став використовувати багаті фламандські міста для збору коштів на ведення війни з Англією. Були введені новий податок на будівлі та мита за торгівлю на ярмарках, почався наступ на автономію міст. Водночас ворожість Вільгельма до Англії, головного постачальника вовни для фламандських сукноробних і ткацьких підприємств, входила в суперечність із інтересами вже достатньо розвиненого бюргерства Фландрії.
Незадоволені правлінням Вільгельма концентрувалися навколо ще одного претендента на фландрський престол — Тьєррі Ельзаського, двоюрідного брата Карла Доброго. Тьєррі також придбав фінансову та військову підтримку англійського короля, не бажав переходу Фландрії під владу Вільгельма. У лютому 1128 року проти Клітона виступили городяни Сент-Омера і Гента, в березні їх приклад наслідував Брюгге, а в травні — Лілль. Під контролем Вільгельма залишилася лише невелика територія на півдні графства. Однак він атакував Брюгге і в битві при Акспуле 21 червня завдав поразки нормано-лотаринзьким військам Тьєррі Ельзаського. Потім до армії Вільгельма приєдналися загони Готфріда Бородатого, графа Брабанта, і з'єднані сили 12 липня осадили Алст, де знаходився Тьєррі Ельзаський. Але під час облоги Вільгельм був смертельно поранений з арбалета і 28 липня 1128 року помер у віці двадцяти п'яти років. Його тіло було поховане в Бертинському абатстві в Сент-Омері.

## Родина
1 Дружина (з 1123) — Сибіла Анжуйська, дочка Фулька V, графа Анжуйського. Шлюб анульований буллою папи римського в 1124.
Діти: не було
2 Дружина (з 1123) — Жанна Монферратська, дочка Реньє, маркіза Монферратського, і Гізели Бургундської.
Діти: не було